# Když mrvy na šichtu táhnou
Když mrvy na šichtu táhnou je šesté studiové album české punk-rockové kapely Totální nasazení vydané v roce 2005.
Album se jako celek nese v punkovém žánru, avšak s občasným použitím netradičních nástrojů, například mandolíny, pozounu či bendža. Texty se věnují městu Slaný, ze kterého kapela pochází (píseň Slaný), parodují náboženské problémy (Boží song), současný životní styl (TV bilance, Náš problém, Made in Hanoi), politickou situaci (Pohoda TV) či vypráví o ohnivém muži (Ohnivec).
Na albu se nachází druhé pokračování písně Nazi-Czech s protinacistickou tematikou. První verze této písně (Nazi-Czech 1) vyšla v roce 2002 na Crabalaganja a třetí (Nazi-Czech 3) roku 2007 na Krokodýl Ghandee.
Album obsahuje 21 písní včetně intra a outra, vyšlo u vydavatelství Cecek Records a jeho celková stopáž je 53 minut 10 sekund.

## Seznam skladeb
| Pořadí | Název                     | Hudba            | Text             | Délka |
| ------ | ------------------------- | ---------------- | ---------------- | ----- |
| 1.     | Pochod stávkokazů - nápěv | Totální nasazení | Totální nasazení | 0:58  |
| 2.     | Námořnická                | Svatopluk Šváb   | Svatopluk Šváb   | 2:42  |
| 3.     | Pohoda TV                 | Svatopluk Šváb   | Pavel Pospíšil   | 2:37  |
| 4.     | Činčila                   | Svatopluk Šváb   | Pavel Pospíšil   | 2:54  |
| 5.     | Peru                      | není             | Totální nasazení | 0:12  |
| 6.     | Nazi-Czech 2              | Pavel Pešata     | Pavel Pospíšil   | 2:51  |
| 7.     | Ohnivec                   | Svatopluk Šváb   | Svatopluk Šváb   | 2:51  |
| 8.     | Komíny                    | Pavel Pešata     | Pavel Pospíšil   | 3:04  |
| 9.     | Ona                       | Svatopluk Šváb   | Pavel Pospíšil   | 2:39  |
| 10.    | Náš problém               | Pavel Pešata     | Pavel Pospíšil   | 3:27  |
| 11.    | Slaný                     | Svatopluk Šváb   | Pavel Pospíšil   | 2:20  |
| 12.    | Made in Hanoi             | Pavel Pešata     | Pavel Pospíšil   | 3:25  |
| 13.    | Podzimní noc              | Svatopluk Šváb   | Svatopluk Šváb   | 3:30  |
| 14.    | TV bilance                | Pavel Pešata     | Pavel Pospíšil   | 2:32  |
| 15.    | Karibská                  | Svatopluk Šváb   | Totální nasazení | 2:19  |
| 16.    | Přístavní molová          | není             | Totální nasazení | 0:42  |
| 17.    | Boží song                 | Pavel Pešata     | Pavel Pospíšil   | 3:10  |
| 18.    | Bestie                    | Svatopluk Šváb   | Svatopluk Šváb   | 2:39  |
| 19.    | Za hranice                | Pavel Pešata     | Pavel Pospíšil   | 2:44  |
| 20.    | Zakázaný ovoce            | Pavel Pešata     | Pavel Pospíšil   | 3:50  |
| 21.    | Pochod stávkokazů         | Totální nasazení | Totální nasazení | 1:31  |